# شور، هلند
شور (به هلندی: Schore) یک منطقهٔ مسکونی در هلند است که در Kapelle واقع شده‌است. شور ۵۲۳ نفر جمعیت دارد.